# چپرپرد
چپرپرد، روستایی است از توابع بخش خشکبیجار شهرستان رشت در استان گیلان ایران.

## جمعیت
براساس سرشماری مرکز آمار ایران در سال ۱۳۸۵، جمعیت آن ۹۲۵ نفر (۲۶۵خانوار) بوده‌است.